# محطة حلوان
محطة مترو حلوان أو محطة حلوان أو سكك حديد حلوان هي إحدى محطات مترو القاهرة للخط الأول لمترو القاهرة الكبري في مصر وأول خط بمصر تم تحويل قطاراته من البخار إلى الكهرباء سنة 1956م. افتتاح عام 1872م كجزء من خط سكة حديد القاهرة - حلوان وتم تحويله إلى محطة مترو عام 1987م عندما بدأ تشغيل مترو القاهرة.

## تاريخ
أنشئ أول خط سكة حديد بمصر سنة 1856م بين القاهرة والإسكندرية على يد المهندس الإنجليزي روبيرت ستيفنسون الملقب بأعظم مهندس في القرن التاسع عشر.

## اكتشاف حلوان
الخديوي إسماعيل
ففي عهد الخديوي عباس وبالتحديد عام 1849م كان الجيش يعسكر بالقرب من حلوان وتصادف أن أصيب العديد من الجنود بالجرب وكان أحد هؤلاء الجنود يتجول في الصحراء ناحية التلال فاكتشف مياه غريبة تحتوي على كبريت وما أن اغتسل فيها حتى تناقصت حكة الجلد وشفي منها، فأخبر رفاقه بالأمر وشفوا مما أصابهم، ووصلت أخبار هؤلاء العسكر للخديوي فأرسل الجنود المصابين بالأمراض الجلدية والروماتيزمية إلى عيون حلوان وكان يتبعهم كذلك العديد من المدنيين، ويقيمون في خيام ويحفروا حفراً صغيرة ليخرج بها الماء الشافي. في صيف العام 1868م أرسل الخديوي إسماعيل لجنة لدراسة هذه العيون وأصدر بعدها فرماناً ببناء منتجع حراري، وتم الانتهاء منه عام 1871م وبني فندق جراند هوتيل بالقرب منها، وقد عهد بإدارة المنتجع عام 1872م إلى الدكتور رايل «له شارع مشهور باسمه بالمدينة» ؛ وهو أحد الباحثين الذين درسوا تأثيرات مياه حمامات حلوان الطبية.
فى سنه 1868 كلف الخديوي إسماعيل محمود باشا الفلكي لعمل الاستكشافات اللازمة للمكان كما أسند للدكتور رايل بك طبيبه الخاص النمساوي الإشراف الطبي علي كل العيون الكبريتية.

## سكة حديد حلوان

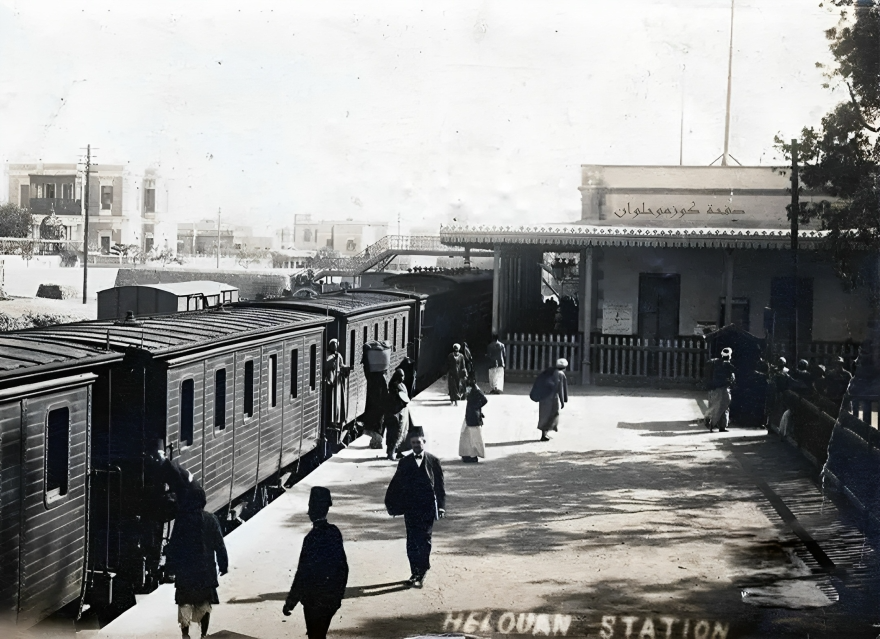
محطة حلوان 1908

شجع الخديوي إسماعيل سكنى حلوان ووزع الاراضى كهبات لأفراد من الأعيان والباشوات والبكوات والأجانب وأنشأ سراي لوالدته خوشيار هانم (قصر الوالدة باشا) عام وزوج ابنته منصور باشا يكن أمام الحمامات مباشرة (كابريتاچ حلوان) وأطلق اسمه علي الشارع الرئيسي في حلوان ، ولتيسير الانتقال من القاهرة الى حلوان اصدر فرمانا بانشاء سكة حديد حلوان سنه 1870م وتم الانتهاء منه تماماً تجارياً سنة 1877م وكان خط حلوان بدأ قاطرة بخارية قبل أن يصبح بعد ذلك مترو كهربائي وكان سبباً لإنشاء ضاحية المعادي حيث كانت حلوان وطرة والمعصرة هم الأقدم وفي واقع الأمر لم يبدأ خط حلوان بالشكل الذي نعرفه اليوم إلا في عام 1873م تم مد هذا الخط من القلعة إلى حلوان حيث كلف ناظر الجهادية (وزير الدفاع) السلطان حسين كامل ابن الخديوي إسماعيل وقتها، بأن  يتولى جنود الجيش العمل في إنشاء خط سكة حديد بين ميدان القلعة (المنشية) وطرة ليربط بين مصنع البارود خلف القلعة ومصنع البنادق بطرة وحلوان، ومازالت هذه السكة بقية حتي الآن.
لم يكن هذا الخط في بادئ الأمر سوى خط يخدم الأغراض الصناعية للجيش وانشأـت السلطات الحربية حينئذ محطات الجبخانة والبساتين والمعادي وطره والمعصرة وحلوان.ولكن في عام 1877م بدأ الاستغلال التجاري لهذا الخط بتسيير قطارين للركاب الأول كان من محطة القلعة بالقرب من سوق الإمام الشافعي حاليا وحلوان والثاني بين محطة مصر وحلوان عن طريق العباسية. وألغى الخط الأخير لضعف الجدوى الاقتصادية منه ثم تحول الخط ليبدأ من حلوان إلي محطة باب اللوق وهي المحطة التالية بعد السيدة زينب ثم ألغيت محطة باب اللوق تماما بعد بدء مترو الأنفاق في الثمانينات.. وفي البداية كانت العربات تتكون من صالونات كل صالون من كنبتين مواجهتين لبعضهما البعض ومغلق علي الصالون بباب يفصله عن بقية الصالونات والقطار
وقبل إنشاء الخط الحديدي بين القاهرة وحلوان 1877 كان الانتقال يتم بـ«الأومنيبوس» أي «الحافلة» الذي تجره أربعة بغال ويتسع لستة مقاعد وكان يقوم بثلاث رحلات أسبوعياً وكان يعود في اليوم الثاني من وصوله لضاحية حلوان وعندما تولي الخديوي توفيق عرش البلاد اهتم بصفة خاصة بحلوان وبني قصراً هناك واهتم بجعله متنجعاً صحياً من الدرجة الأولي وقد بنيت معظم الضاحية في عهده حتي إنه توفي في قصره بحلوان في السابع من يناير عام ١٨٩٢م.

### سكك حديد مصر - حلوان

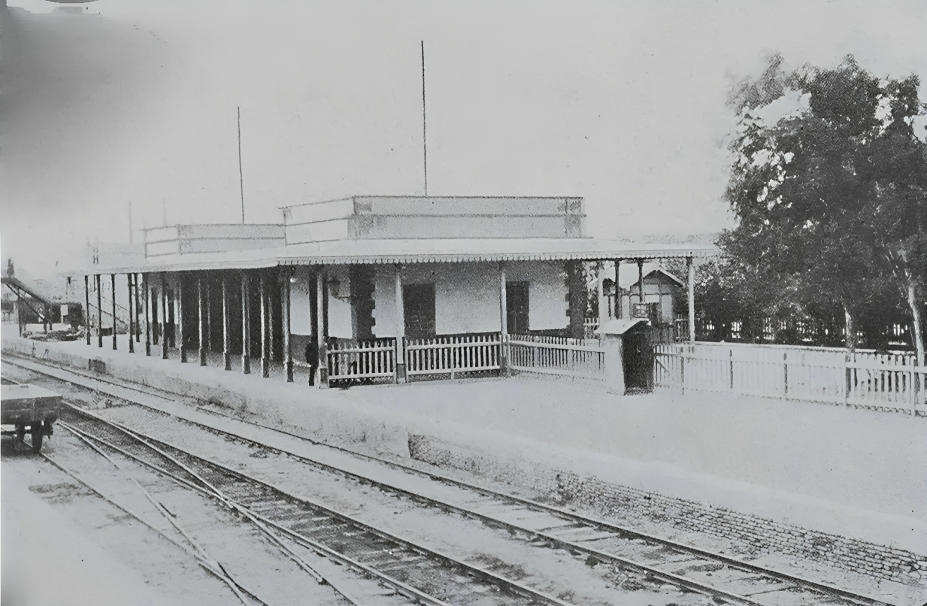
محطة حلوان في الثلاثينيات

وبعد وفاته توقفت حركة التعمير هناك وفي عام ١٨٩٩ افتتح الخديوي عباس حلمي الثاني رسمياً مؤسسة جديدة للحمامات قامت ببنائها شركة سكك حديد مصر - حلوان، وتم تأجير المؤسسة لشركة «جورج نونجوفيتش»، كان الخديوي عباس حلمي ضمن مجلس شركة سكك حديد الفيوم، ومجلس سكك حديد الدلتا (التي يتبعها خط سكة حديد حلوان- باب اللوق).
بعد إنشاء حمامات حلوان سنة 1874م ولخدمة زوارها أكمل الخديوي إسماعيل الخط من طرة إلى حلوان، فانطلقت أول رحلة للقطار من القلعة إلى حلوان سنة 1877م.
في عام 1879م ألمت بمصر أزمة مالية وعزل الخديوي إسماعيل وتولى حكم مصر ابنه الخديوي توفيق، فانسحبت الحكومة من مشروعات التنمية بحلوان وهجرت المدينة، وتدهورت حالة القطار وتقلصت رحلاته إلى رحلتان فقط يوميا.
بعد استقرار الحالة المالية للبلاد تقرر في عام 1888م منح امتياز حلوان لشركة خاصة مكونة من عدد من الأثرياء هم "موصيري" و"أبناء قطاوي" و"أخوان سوارس" وشركاء آخرين فأسسوا في سنة 1890م شركة تدير هذا المشروع عرفت باسم "المتروبوليتان وسكة حديد القاهرة - حلوان" برأسمال 120000 جنيه إسترليني ومنحت الحق بمد خط من طرة إلى باب اللوق وبدأ أول قطار رحلته بالخط المعدل من حلوان إلى باب اللوق في الأول من نوفمبر سنة 1889م.
في عام 1891م أقر مجلس النظار (الوزراء) منح امتياز لنفس الشركة لمد خط من محطة حلوان إلى النيل مرورا بقصر الخديوي توفيق لسهولة وصوله لليخوت الخاصة به.
في عام 1904م أبرم عقد لدمج شركة "المتروبوليتان" في شركة سكة حديد الدلتا المصرية (شركة إنجليزية تأسست في 4 مارس 1897م) فأصبحت كل ممتلكات الشركة بحلوان ملكا لشركة سكة حديد الدلتا.

## تطوير خط حلوان
خط مترو حلوان .. بحلول عام 1915م

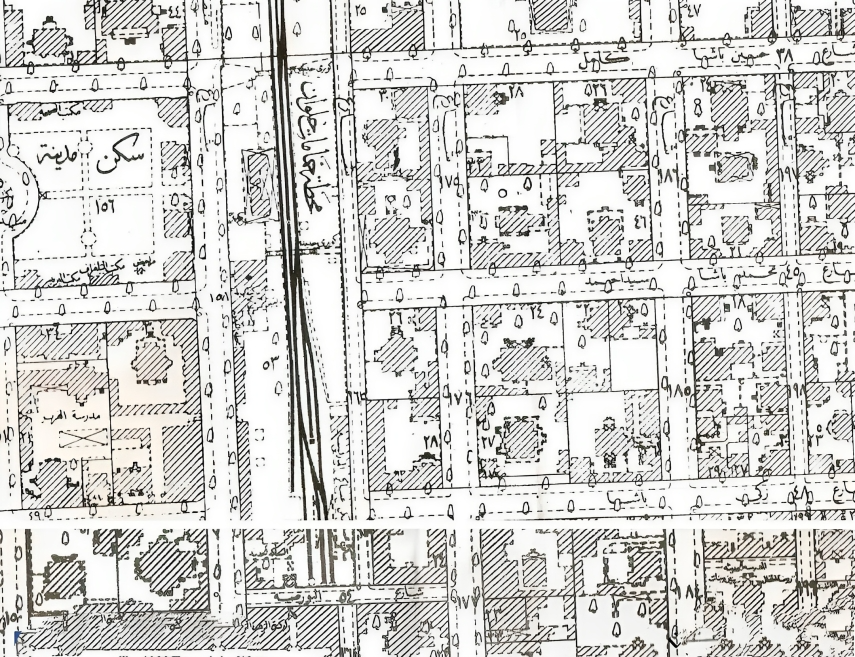
خريطة محطة حلوان

استلمت مصلحة السكك الحديدية المصرية خط حلوان بصفة نهائية من شركة سكك حديد الدلتا بعد دفع المبلغ المتفق عليه. واستمرت الحكومة في تحسين حالة الخط ومحطاته وأنفقت حتى عام 1925 حواليا 35 ألف جنيه مصري.
وساهم إنفاق تلك الأموال في تحسين الخدمة بالخط. في الوقت ذاته قامت الحكومة بإنشاء المزيد من المخازن الفرعية لخدمة الشركات والمؤسسات ومنها مخزن الحربية بالمعادي وامتداد لمخزن شركة الأسمنت بالمعصرة ومخزن شركة الأسمنت بكفر العلو ومخازن شركة الأسمنت بمحطة التحويلة بطرة ومخزن شركة مصبغة بنك مصر على خط كفر العلو ومخزن شركة سيجورات بالمعصرة ومخازن الطيران البريطاني بحلوان. 
أضافت الحكومة أيضاً بعض المواقف على الخط عند كوتسيكا وشركة الأسمنت بتحويلة النيل بطره كما أنشأت كباري علوية لعبور المشاة بين الأرصفة كما تم تعديل محطة المعادي وأضيف لها رصيف للبضائع في عام 1931م، علاوة على إضافة العلامات الإرشادية على طول الخط. قامت الحكومة أيضاً بإلغاء محطة الساحل القبلي وأزالت مخزن السباخ في تلك المنطقة وسلمت أرضه لأملاك الميري (الحكومة)، وخصم ثمنه من رأس مال الشركة. 
ولأن خط حلوان يمر بمنطقة صحراوية،

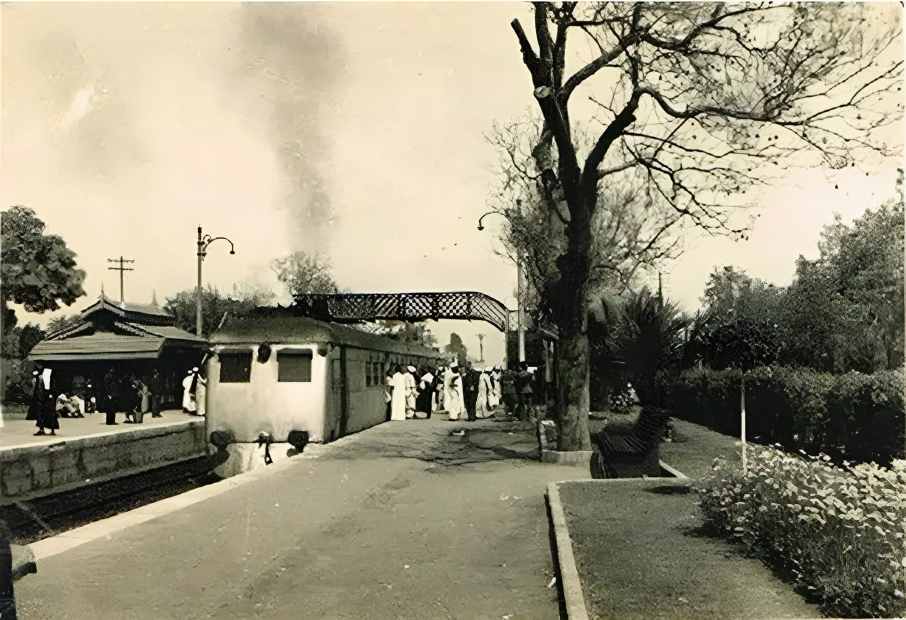
محطة المعادي في الستينات ومازال كوبري المشاه مستخدم حتي الآن

عمدت مصلحة السكك الحديدية إلى إنشاء مجاري لتصريف مياه السيول من الجبال الشرقية إلى الجهة الغربية أسفل الخط كيلا تجرفه السيول.
في تلك الفترة، كانت الجهة الغربية في المنطقة المحصورة بين محطة تحويلة النيل بطره الأسمنت والمعصرة قد تم تقسيمها للبناء عليها وبدأ الناس بالفعل في البناء فصار لزاماً على مصلحة السكك الحديدية أن توجد ممراً جامعاً للسيل وتوصله بترعة الخشاب الموجودة غرب خط حلوان حتى لا يضر السيل بمباني الأهالي. 
وفي عام 1937، رأت المصلحة أن يتم قطع الاتصال بين خط عين الصيرة وخط حلوان بمنطقة السيدة زينب وصارت نهاية خط عين الصيرة عند منطقة السلخانة.
وفي عام 1933م إنشاء كوبري علوي لمرور القطار تكلفت مصلحة السجون بتكاليف الخط عند خط محاجر طره الذي كان يقطع خط حلوان عند منطقة طره. 
وربما كانت التحسينات التي أدخلت على الخط خلال تلك الفترة من أفضل ما شهده منذ إنشائه.
في واقع الأمر ساهم هذا الخط في تطور المنطقة، كان سبباً في إنشاء ضاحية المعادي كما ساعد على زيادة عدد سكان حلوان وعلى إنشاء ضاحية حي المعصرة. وأسهم  هذا الخط أيضاً في تطور الصناعة بالمنطقة، ففي عام 1900م إنشاء شركة الأسمنت بالمعصرة وبعدها في طره وكفر العلو بينما اقتصر النشاط الصناعي قبل ذلك على جباسة عنان. في نفس الوقت أنتشرت بتلك المنطقة بعد مد الخط صناعات قطع الأحجار والبلاط بالمعصرة وطره وحلوان حيث كانت تنقل تلك المنتجات إلى مختلف أنحاء مصر من خلال طره إلى محطة الميدان أو إلى محطة مصر عن طريق العباسية ومن محطة مصر إلى باقي أنحاء البلاد.
في بدايات القرن الماضى، كانت مصلحة السكك الحديدية تحصل مبلغاً قدره 184797 جنيهاً في العام على البضائع الصادرة علاوة على 66082 جنيها هي إيرادات تذاكر واشتراكات الركاب خلال عام 1940.  ولو كانت الحكومة قسمت أراضيها الواقعة بين محطتي مار جرجس والمدابغ وبين طره وحلوان وعرضتها على الجمهور بأسعار مناسبة مثلما فعلت مع أراضيها الواقعة على خط المطرية، لتغير شكل المنطقة خلال تلك الفترة. 
الطريف أن الأرقام تشير إلى أنه حتى عام 1940 لم يكن هناك في المسافة بين محطة المدابغ وحلوان سوى 3 ضواحي فقط وهي المعادي التي لم يتجاوز عدد سكانها حينذاك 9122 نسمة 
وطره التي وصل سكانها إلى 12857 نسمة والمعصرة وعدد سكانها 5158 نسمة أما حلوان فكانت تتمتع بالكثافة السكانية العالية التي بلغت 14365 نسمة.
وتجدر الإشارة إلى أنه حتى تلك الفترة، كان طريق طره العباسية باب الحديد وطره المواصله الميدان كان يستخدم لنقل البضائع في أوقات السلم ونقل الجيوش في حالة الحرب وهو اليوم الخط الحربي المهجور.
أما خط حلوان فكان يستخدم لنقل البضائع في المنطقة من طره وحتى المدابغ.
حتى عام 1945 كان طول خط باب اللوق حلوان حوالي 25 كيلومتر وكان الخط بالكامل مزدوجاً وتقع عليه 10 محطات أساسية وثلاث محطات ثانوية وكانت المسافة بين المحطة والاخرى تتراوح بين 712 متر إلى 7،33 كيلومتر.
وكان للخط سبع مزلقانات داخل المدينة في الجزء الواقع بين باب اللوق وفم الخليج و 9 مزلقانات على باقي الخط. كان الخط يمر على حوالي 4 أنفاق أرضية و7 كباري. وبلغ الفرق في المنسوب بين حلوان وباب اللوق حوالي 38 متراً أي أن نسبة الميل بلغت نحو 1 : 653.

## إستخدام الكهرباء في التشغيل

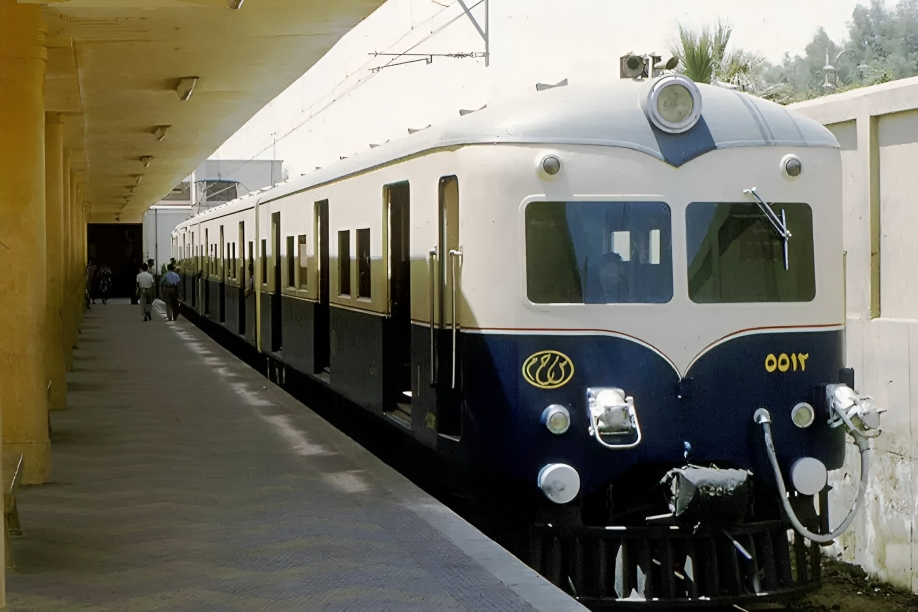
محطة حلوان 1977

حتى منتصف الأربعينيات كان خط حلوان هو خط المواصلات الرئيسي بين القاهرة وحلوان وما بينهما من ضواحي صغيرة. 
وكان يوجد طريق يسير موازياً تقريباً للخط الحديدي إلا أنه لطول المسافة وضيق الطريق وإحاطته بالأشجار العالية ولإقامته على جسر مرتفع كثيراً عن الأراضي المجاورة له، لم يكن لهذا الطريق أهمية كبيرة كطريق سريع للسيارات. (شارع مصر حلوان حالياً)
في تلك الفترة، تدهورت مكانة حلوان كضاحية القاهرة الأولى وتجاوزت مكانتها الكثير من الضواحي الجديدة وعلى رأسها مصر الجديدة والمعادي التي بلغ عدد ركابها بالنسبة لخط باب اللوق ضعف ركاب حلوان. 
جاء ذلك بسبب قرب المعادي نسبياً من القاهرة حيث لا تتجاوز المسافة بين المعادي ووسط المدينة 10 كيلومترات كما أسهم في شهرة تلك الضاحية الجهود التي بذلتها شركة المعادي في تجميل المدينة وتوفير وسائل الترفيه فيها.
خلال تلك الفترة زاد الحديث عن كهربة خط حلوان وكان الحديث عن هذا المشروع قد بدأ قبل ذلك بفترة ولكنه لم يحدث، في عام 1956م بدأت دراسات جعل الخط يعتمد على الطاقة الكهربية لتسيير القطارات بدلاً من الفحم أو الديزل على يد السير فيليب داوسون في عشرينيات القرن الماضي حيث بدأ إجراءات لتنفيذ مشروع كهربة الخط بتكاليف قدرت بحوالي 300 ألف جنيه مصري.
وتم إجراء مناقصة على أساس مواصفات داوسون وكان هو الخبير الذي اختارته الحكومة المصرية لهذا الغرض. 
كان لهذا المشروع مواصفات خاصة منها استخدام قطارات ثقيلة ذات سرعات عالية واستخدام تيار مستمر بضغط قدره 1500 فولت للأسلاك الهوائية ووضع كل محركين معاً لكي يكون الضغط العالي على كل محرك 750 فولت فقط. وكانت خطوة ذكية أمكن لداوسن من خلالها التوفيق بين الضغط العالي للأسلاك الهوائية والجهد المناسب للمحركات كي تكون النفقات أقل ما يمكن. 
واختار داوسون محولات للتيار المتغير ذي الضغط العالي إلى التيار المستمر والتي تعرف بإسم "المحولات الدائرة".
اقترح داوسون إقامة محطتين كهربيتين فرعيتين الأولى عند محطة مار جرجس والثانية عند محطة المعصرة.
وبالفعل تقدمت بعض الشركات بعطاءات بناءاً على تلك المواصفات ولكن اللجنة التي كلفت بفحص المشروع واتخاذ قرار بشأنه لم توافق عليه . وكانت أهم أسباب الرفض هي عدم بيان مقدار الأرباح التي تعود على خزينة الدولة مقابل صرف 300 ألف جنيه لكهربة الخط علماً بأن مناقشات المؤيدين للمشروع كانت قائمة على أساس زيادة الإيراد لانتشار العمران في هذه المنطقة قياساً على ما حدث في أحوال مشابهة بمصر ودول أخرى والنفع الكبير الذي ينتج عن ارتفاع أثمان الأراضي الواقعة على جانبي الخط. وعملاً بما أشار إليه الخبير الفني من أنه كلما تعددت نواحي الانتفاع بالكهرباء في منطقة واحدة وكثرت المشروعات التي تستعملها كمصدر للطاقة كانت الفائدة أكبر والنفع أعم، رأى البعض ضرورة إعادة بحث المشروع ودراسة ما يتصل به.
في عام 1934 ظهر مشروع لنائب برلماني يدعى حسين بك سعيد وضعه أثناء عمله كمدير لسكك حديد الرمل الكهربائية بالإسكندرية (ترام الإسكندرية)
 لكهربة خط حلوان.
اتفق مشروع حسين بك سعيد مع مشروع السير داوسون في نوع التيار الكهربي وجهده  ولكنه اختلف في نوعية القطارات حيث رأى أن تكون قطارات ذات حجم أصغر ووزن أخف. 
ورأي النائب أنه يمكن التضحية بجزء من سرعة القطارات الكهربية في مقابل توفير جزء كبير من نفقات كهربة الخط نتيجة خفة وزن القطارات. ورأى أن تصنع عربات هذا الخط وهيكل تلك العربات في ورش سكك حديد الرمل الكهربائية بالاسكندرية لما لها من خبرة في تلك الأعمال.
وقدر حسين بك سعيد تكاليف هذا المشروع بنحو 160 ألف جنيه بأسعار تلك الفترة يتم إنفاق أكثر من نصفها في مصر أي أنه استطاع خفض تكاليف كهربة خط حلوان إلى النصف.
ولم توافق الحكومة على المشروع والسبب هو العربات الصغيرة التي أصر عليها النائب.
وفي نفس العام، استعان وزير المواصلات بخبير إنجليزي وهو السير فيلكس بول لدراسة الأمر وخلص إلى أهمية كهربة خطوط الضواحي بما فيها خط ثالث وهو خط القاهرة – القناطر الخيرية.
وفي 4 نوفمبر 1935 تم تشكيل لجنة من كبار موظفي المصلحة لإعادة فحص المشروع .
وبعدها في عام 1936 دعت مصلحة السكك الحديدية خبير بريطاني يدعى المستر كيب ليفحص مقترح كهربة خط حلوان، ولخص إلى كتابة تقرير عرض على مسئولي الهيئة وجاء فيه أن حركة النقل على خط حلوان خلال تل الفترة لا تبرر سواء في وقت كتابة التقرير أو في المستقبل القريب ما تستدعيه كهربة الخط من نفقات.
وأضاف إذا لم يصحب مشروع الكهربة مشروع اتصال خطي حلوان والمطرية بطريق حديدي أرضي فلن يكون مشروع الكهربة مفيداً من الناحية المالية. 
وأضاف أن فكرة الحل الوسط بين الوضع الراهن ومشروع الكهربة بإدخال وسائل نقل أخرى مثل مركبات الترام لا تجدي.
وأضاف أن كهربة الخط لا بد أن تبدأ من خط المطرية حيث يمتد الخط مخترقاً العاصمة إلى باب اللوق. واقترح بصفة مبدئية لتحسين خط حلوان أن يتم ازدواجه بين باب اللوق والسيدة زينب ومده تحت الأرض، على أن يعتبر هذا جزء من مشروع كهربة الخط في المستقبل وإلا فأن المشروع يصبح غير ذي جدوى. وأضاف مأمور الحركة في السكك الحديدية المصرية أن فكرة إنشاء محطة تحت الأرض في باب اللوق لا تستحق الإنفاق عليها إذا لم يكن الغرض منها كهربة الخط، فإذا ما تمت كهربة الخط يمكن أن يسير تحت الأرض أما إذا كانت القطارات لا تسير بالكهرباء فلا بد في تلك الحالة أن تسير أعلى الأرض لتصاعد الدخان. 
وختم مستر كيب تقريره باقتراح أن تكون نهاية خط حلوان عند محطة السيدة زينب كمحاولة لتحسين الأداء على الخط مع رفع القضبان من شارع منصور بين السيدة زينب وباب اللوق واستخدام الشارع كطريق للسيارات

## تحويل الي خط مترو أنفاق

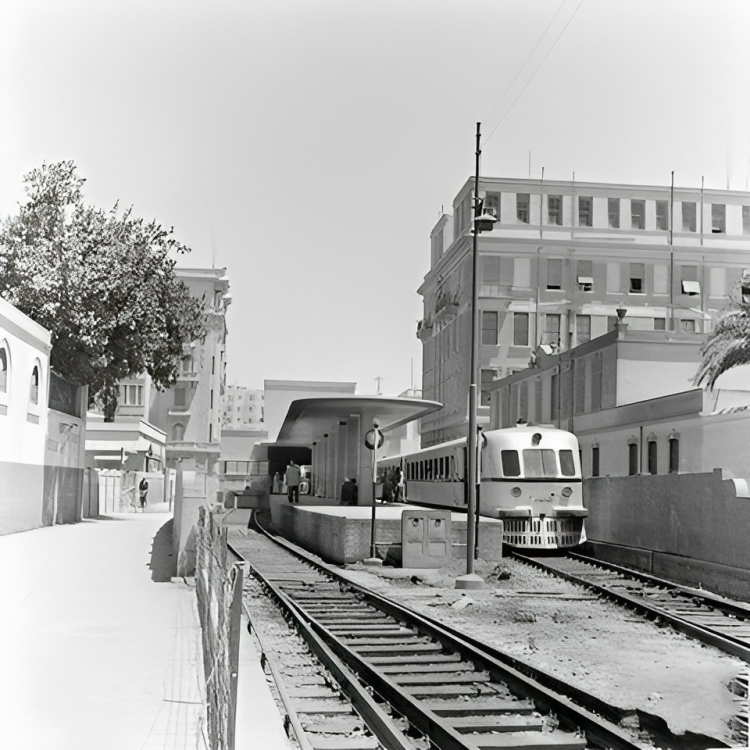
قطار حلوان في السبعينات

إن لخط سكة حديد حلوان الريادة كونه أول خط بمصر يربط القاهرة بأحد ضواحيها، وأول خط بمصر تم تحويل قطاراته من البخار إلى الكهرباء سنة 1956م، ترجع فكرة إنشاء مترو الأنفاق لعهد الملك فؤاد الأول، عندما أرسل إليه عامل مصلحة السكة الحديد المهندس سيد عبد الواحد أول اقتراح لعمل المترو، ولكن اقتراحه تم تجاهله من قبل الملك ليغلق ذلك الملف ويفتح مرة أخرى بعد نجاح ثورة يوليو وتولّي الرئيس الراحل جمال عبد الناصر، الذي طلب خبراء من فرنسا لإنشاء المترو، وضع الخبراء الفرنسيون تصورًا خاصًا بإنشاء شبكة من مترو الأنفاق تتكوّن من خطين: الأول بين باب اللوق وترعة الإسماعيلية بطول 12 كم، والثاني من بولاق أبو العلا إلى القلعة بطول 5 كم، حيث كانت تلك المناطق تمثل آنذاك مواضع الزحام المتوقعة في المستقبل.
ولم تكن الظروف الاقتصادية بعد حرب 1967 مناسبة لوضع مشروع مترو الأنفاق موضع الجد، وبالرغم من ذلك تم التعاقد مع بيت الخبرة الفرنسي الحكومي (سوفريتو) في 20 سبتمبر 1970 وتم التصديق على إنشاء الهيئة القومية الأنفاق في عهد الرئيس محمد حسني مبارك طبقا للقانون رقم 113 لسنة 1983 للقيام بأعمال الدراسات والتصميم والتنفيذ لمشروعات المترو وإجراء الدراسات والبحوث الفنية والإقتصادية للمشروع وللمشروعات المرتبطة به بالتعاون مع الخبرات والشركات المحلية والأجنبية.
وقطعا بعد أن تحول إلى مترو أنفاق افتتحت مرحلته الأولى (حلوان- رمسيس) سنة 1987م أصبح أول مترو من نوعه ليس في مصر فقط بل بأفريقيا والوطن العربي.
ويعتبر الخط الأول لمترو الأنفاق (المرج- حلوان) أكثر الخطوط التي تخدم الركاب يوميا، حيث ينقل أكثر من مليون مواطن، باعتباره أقدم الخطوط الذي أنشأ في عام 1987، وأكثرها طولا. مراحل الإنشاء وكان (المرج - حلوان) أول خط مترو في مصر، حيث بدأ المترو كجهة حكومية تابعة للهيئة القومية للأنفاق ثم نقلت ملكية المترو وأصوله للشركة المصرية لإدارة وتشغيل المترو من الهيئة القومية لسكك حديد مصر إلى الهيئة القومية للأنفاق بموجب قانون 33 لعام 2018، والتي أُسندت إدارته وتشغيله للشركة المصرية لإدارة وتشغيل المترو.  وأنشأ الخط الأول للمترو، على مرحلتين، وأضيفت مرحلة أخرى لاحقا، حيث بدأت المرحلة الأولى من محطة حلون حتى محطة رمسيس ويبلغ طولها 29 كيلومتر، تم افتتاحها عام 1987. فيما امتدت المرحلة الثانية من رمسيس حتى المرج، وبلغ طولها 14 كيلومتر، تم افتتاحها عام 1989، وأخيراً المرحلة الثالثة، التي شهدت إضافة امتداد للجزء الشمالي قدره 1.3 كيلومتر، وتم افتتاحها عام 1999. أقدم الخطوط  وباعتبار خط (حلوان- المرج) أقدم الخطوط، تستعرض "بوابة أخبار اليوم"، في التقرير التالي، تفاصيل عن أقدم 10 محطات مترو أنفاق، والخطوط المارة بها، وكذلك المناطق التي تخدمها... 1- محطة حلوان  البداية من محطة "حلوان"، وهي محطة ابتدائية بالخط الأول للمترو، وأنشأت عام    1987    وتعتبر أقدم محطة مترو، التي تم التفكير في إنشائها كأول محطة مترو في مصر.ويعتبر الخط الأول لمترو الأنفاق (المرج- حلوان) أكثر الخطوط التي تخدم الركاب يوميا، حيث ينقل أكثر من مليون مواطن، باعتباره أقدم الخطوط الذي أنشأ في عام 1987، وأكثرها طولا. مراحل الإنشاء وكان (المرج - حلوان) أول خط مترو في مصر، حيث بدأ المترو كجهة حكومية تابعة للهيئة القومية للأنفاق ثم نقلت ملكية المترو وأصوله للشركة المصرية لإدارة وتشغيل المترو من الهيئة القومية لسكك حديد مصر إلى الهيئة القومية للأنفاق بموجب قانون 33 لعام 2018، والتي أُسندت إدارته وتشغيله للشركة المصرية لإدارة وتشغيل المترو.  وأنشأ الخط الأول للمترو، على مرحلتين، وأضيفت مرحلة أخرى لاحقا، حيث بدأت المرحلة الأولى من محطة حلون حتى محطة رمسيس ويبلغ طولها 29 كيلومتر، تم افتتاحها عام 1987. فيما امتدت المرحلة الثانية من رمسيس حتى المرج، وبلغ طولها 14 كيلومتر، تم افتتاحها عام 1989، وأخيراً المرحلة الثالثة، التي شهدت إضافة امتداد للجزء الشمالي قدره 1.3 كيلومتر، وتم افتتاحها عام 1999. أقدم الخطوط  وباعتبار خط (حلوان- المرج) أقدم الخطوط، تستعرض "بوابة أخبار اليوم"، في التقرير التالي، تفاصيل عن أقدم 10 محطات مترو أنفاق، والخطوط المارة بها، وكذلك المناطق التي تخدمها... 1- محطة حلوان  البداية من محطة "حلوان"، وهي محطة ابتدائية بالخط الأول للمترو، وأنشأت عام    1987    وتعتبر أقدم محطة مترو، التي تم التفكير في إنشائها كأول محطة مترو في مصر

## إعلام
صورت مشاهد فيلم ضربة شمس داخل المحطة. 

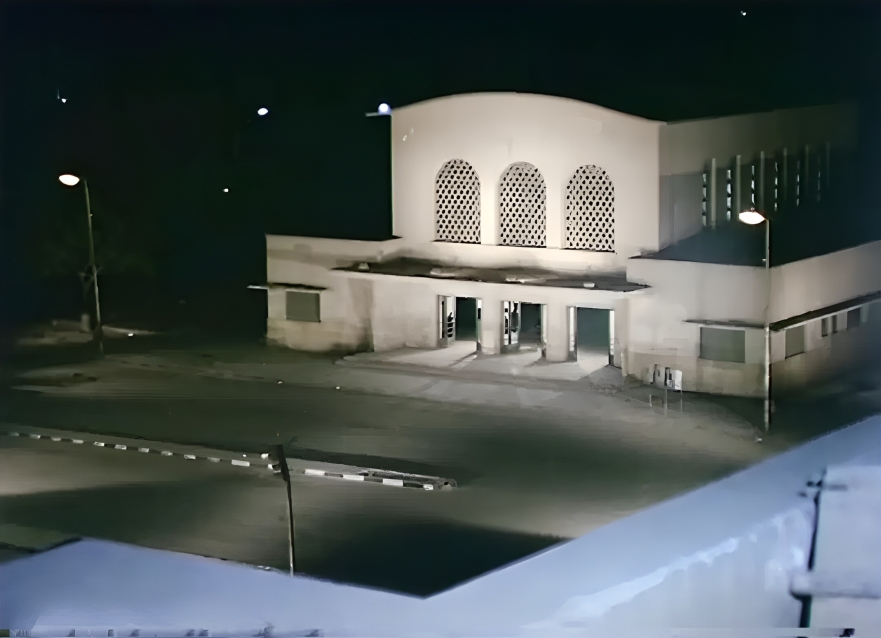
لقطة من محطة حلوان 1978 بالفيلم

## أنظر أيضًا
- حلوان
- كابريتاج حلوان
- سكك حديد مصر
- مترو القاهرة
- المواصلات في عهد الخديوي إسماعيل
- ترام حلوان
- المعادي
- حي طرة